# Kindrovo
Kindrovo su naseljeno mjesto u Republici Hrvatskoj u sastavu općine Podcrkavlje u Brodsko-posavskoj županiji.

## Zemljopis
Kindrovo se nalaze na Dilju, istočno od Podcrkavlja i od državne ceste Našice - Slavonski Brod, susjedna naselja su Oriovčić na sjeverozapadu, Crni Potok na sjeveroistoku te Grabarje na jugu.

## Stanovništvo
Prema popisu stanovništva iz 2011. godine Kindrovo je imalo 87 stanovnika. 
| broj stanovnika | 120   | 129   | 115   | 162   | 187   | 198   | 193   | 214   | 182   | 187   | 177   | 138   | 110   | 106   | 92    | 87    | 73    |
|                 | 1857. | 1869. | 1880. | 1890. | 1900. | 1910. | 1921. | 1931. | 1948. | 1953. | 1961. | 1971. | 1981. | 1991. | 2001. | 2011. | 2021. |